# André Harvey (homme politique québécois)
Pour les articles homonymes, voir Harvey et André Harvey.
André Harvey, né le 29 avril 1939 à Jonquière, est un enseignant et homme politique québécois. Il est député à l'Assemblée nationale du Québec de la circonscription de Chauveau de 1970 à 1973 et de Charlesbourg de 1973 à 1976, sous la bannière du Parti libéral du Québec.

## Biographie

### Jeunesse et formation
Né le 29 avril 1939 à Jonquière, André Harvey est le fils de Charles Harvey, menuisier, et de Cécile-Ida Girard, et le frère de Gérald Harvey, député à l'Assemblée nationale du Québec de 1960 à 1976 et ministre dans le gouvernement de Robert Bourassa,.
Il étudie à l’Académie Saint-Jean-Baptiste, à l'École secondaire Sacré-Cœur, au Goyetche Business College à Jonquière, ainsi qu'à l'Académie de Québec et à l'Université Laval. Il a un diplôme en publicité et il suit un cours sur le coopératisme en Scandinavie. Il obtient une maîtrise en administration internationale de l'École nationale d'administration publique en 1993.
André Harvey occupe de nombreux postes avant de se lancer en politique. Il est notamment annonceur à CKRS autant à la radio qu’à la télévision, de 1957 à 1960, directeur des pages sportives au journal La Presse pour la région du Saguenay-Lac-Saint-Jean en de 1960 à 1961, représentant commercial chez Domtar de 1961 à 1963, ainsi que de 1963 à 1966 pour l’entreprise Ganong Bros. Il est également directeur du service de la publicité dans le secteur de la consommation à la Fédération des magasins Coop de 1967 à 1970.
Harvey s'implique également en tant que directeur de la Jeune Chambre de commerce du Canada, en 1960, de l'Association des voyageurs de commerce du Saguenay–Lac-Saint-Jean de 1961 à 1966 et du Club vente-publicité de Québec de 1968 à 1970. Il est membre des Chevaliers de Colomb et du Club optimiste d'Orsainville, en plus d’être membre fondateur de la Caisse d'entraide économique de Chauveau, à Charlesbourg.

### Carrière politique
André Harvey est membre de l'Association libérale de Charlesbourg et du conseil supérieur du Parti libéral du Québec. Il est par la suite élu comme député libéral à l'Assemblée nationale du Québec dans la circonscription de Chauveau en 1970 et dans la circonscription de Charlesbourg en 1973, avant d’être défait dans cette dernière en 1976. Il se présente également comme candidat libéral dans Jonquière en 1981, mais il est battu par le péquiste Claude Vaillancourt.

### Vie après la politique
L'ex-parlementaire est animateur au Service de la recherche et du développement de la Fédération des caisses d'entraide économique du Québec, à Alma, de 1977 à avril 1978, directeur de ce service jusqu'en 1980, puis adjoint au président en 1980 et en 1981. Il est président du Conseil régional de développement (CRD) du Saguenay-Lac-Saint-Jean et vice-président, finances, des CRD associés du Québec de 1977 à 1980. Il travaille en marketing pour les produits Alcan du Canada de 1981 à 1985.
Il est professeur au Cégep Bois-de-Boulogne et à l'Université McGill. Il occupe de nombreuses autres fonctions, notamment en tant que publiciste-conseil, adjoint du chef du protocole du gouvernement du Québec en 1987 à l'occasion du Sommet de la francophonie, membre de la Régie des loteries et courses du Québec, puis régisseur surnuméraire de la Régie des alcools, des courses et des jeux de 1993 à 1996. Il est également consultant en relations publiques et développement des affaires, notamment pour BCE Média, le Sénat du Canada et BCP Communications, de 1996 à 2000. Il est expert-conseil en toxicomanie au ministère de la Santé et des Services sociaux de 2000 à 2006, ainsi qu’adjoint au président de la Société de transport de Montréal à compter de 2006.
André Harvey s'implique aussi dans l’Amicale des anciens parlementaires du Québec en tant que président de 2008 à 2010. Il est également administrateur de mai 2005 à mai 2008, et président sortant de l’organisation de mai 2010 à mai 2012.

## Distinctions et prix
Il est récipiendaire, en 2015, du prix Jean-Noël-Lavoie décerné par l'Amicale des anciens parlementaires du Québec. 